# Outback
L’Outback és el rerepaís que designa una zona extensa, remota i semiàrida de l'interior d'Austràlia, malgrat que col·loquialment aquest terme serveix per referir-se a qualsevol zona que estigui fora d'una zona urbana important. El terme "the outback" generalment es fa servir per esmentar llocs que estan comparativament més remots que les zones anomenades "the bush" (literalment “l'arbust” en català). Té molt poca densitat, els aborígens d'aquesta zona no van patir el desplaçament forçós d'altres llocs d'Austràlia i formen gran part de la població de la zona del nord d'Austràlia del Sud.
En l'Outback hi viuen molts cangurs i el dingo, per evitar la presència d'aquest cànid en zones agrícoles del sud-oest es va fer una tanca anomenada Dingo Fence. Les zones fèrtils marginals es fan servir per criar ovelles o bovins. La majoria dels sòls de l'Outback pertanyen al tipus paleosols que no són gaire fèrtils. Riversleigh, a Queensland, és un dels jaciments de fòssils més coneguts d'Austràlia i és Patrimoni de la Humanitat des de 1994.

## Història
Al principi de la colonització europea d'Austràlia només de forma esporàdica es va penetrar a l'interior del continent, ja que el poblament es va centrar a la perifèria que era més fèrtil. Gregory Blaxland, el 1813, va ser el primer a explorar les Blue Mountains.

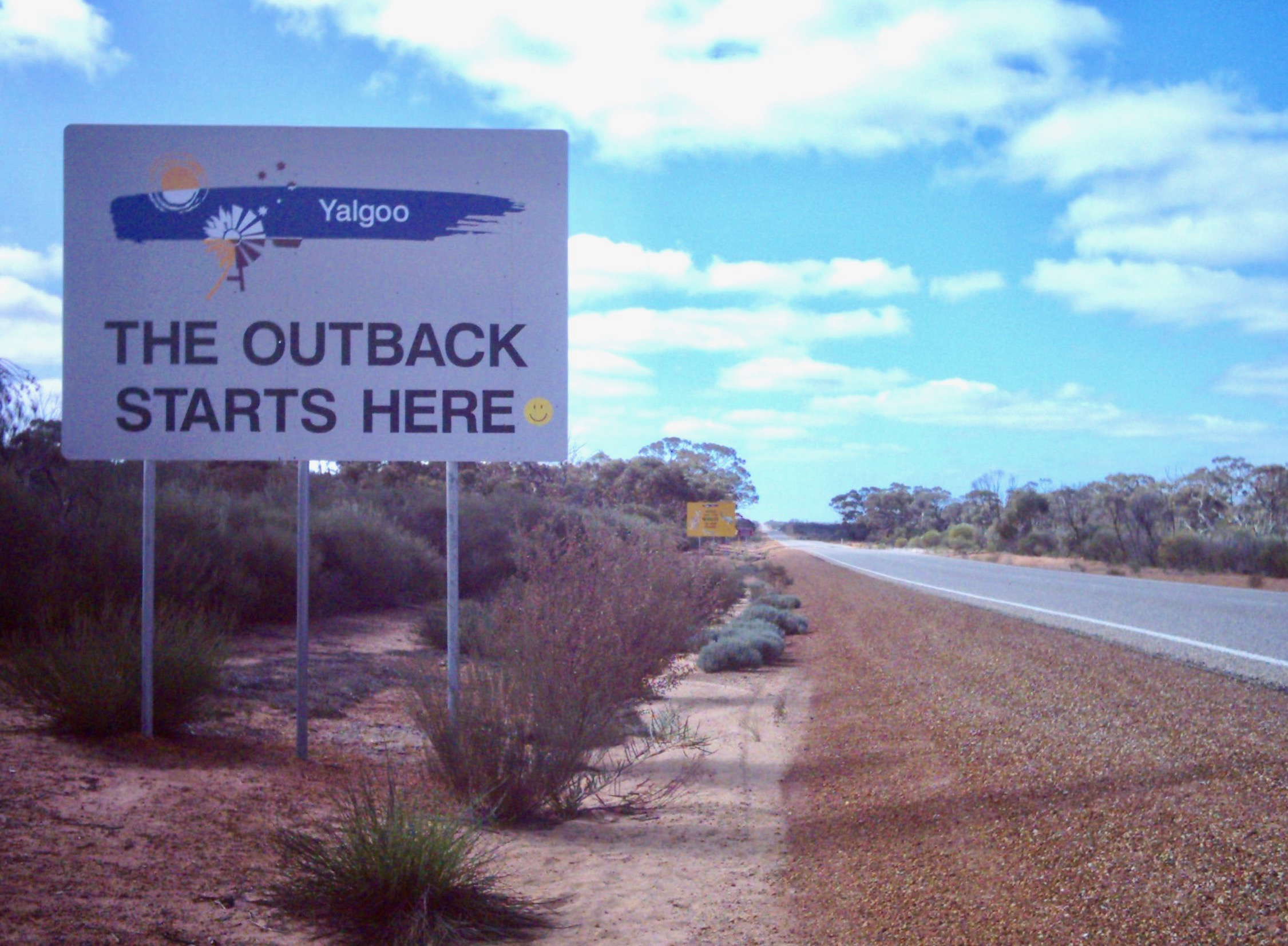
Un senyal a Yalgoo, Austràlia occidental

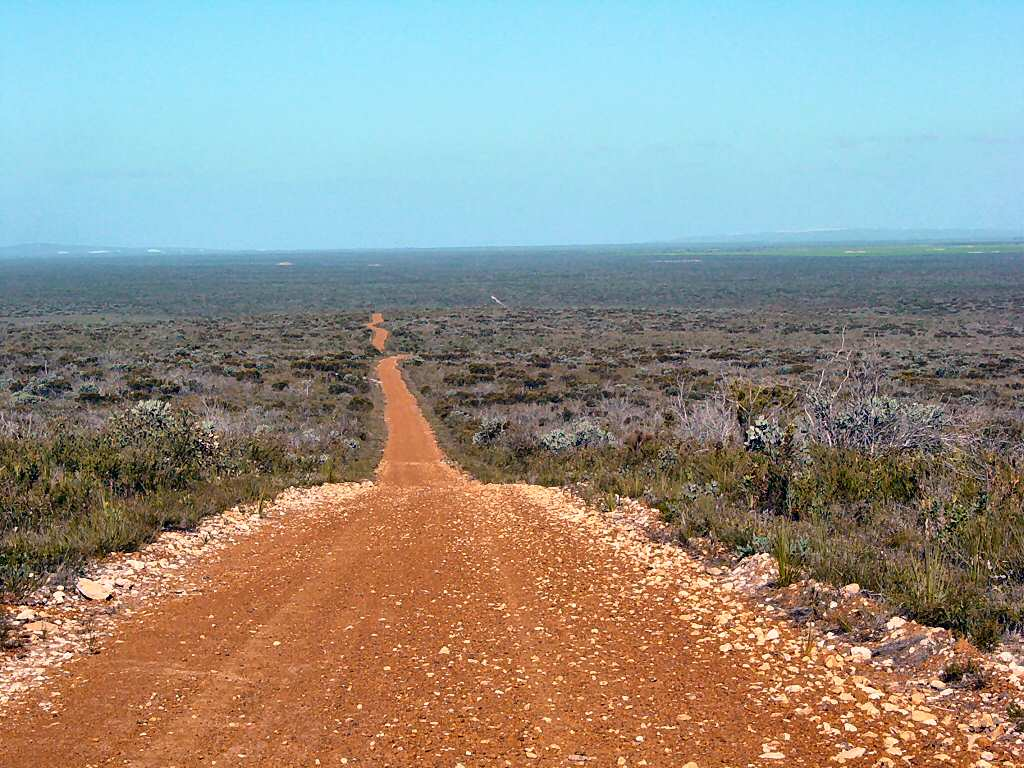
El Parc Nacional Fitzgerald River a Austràlia occidental

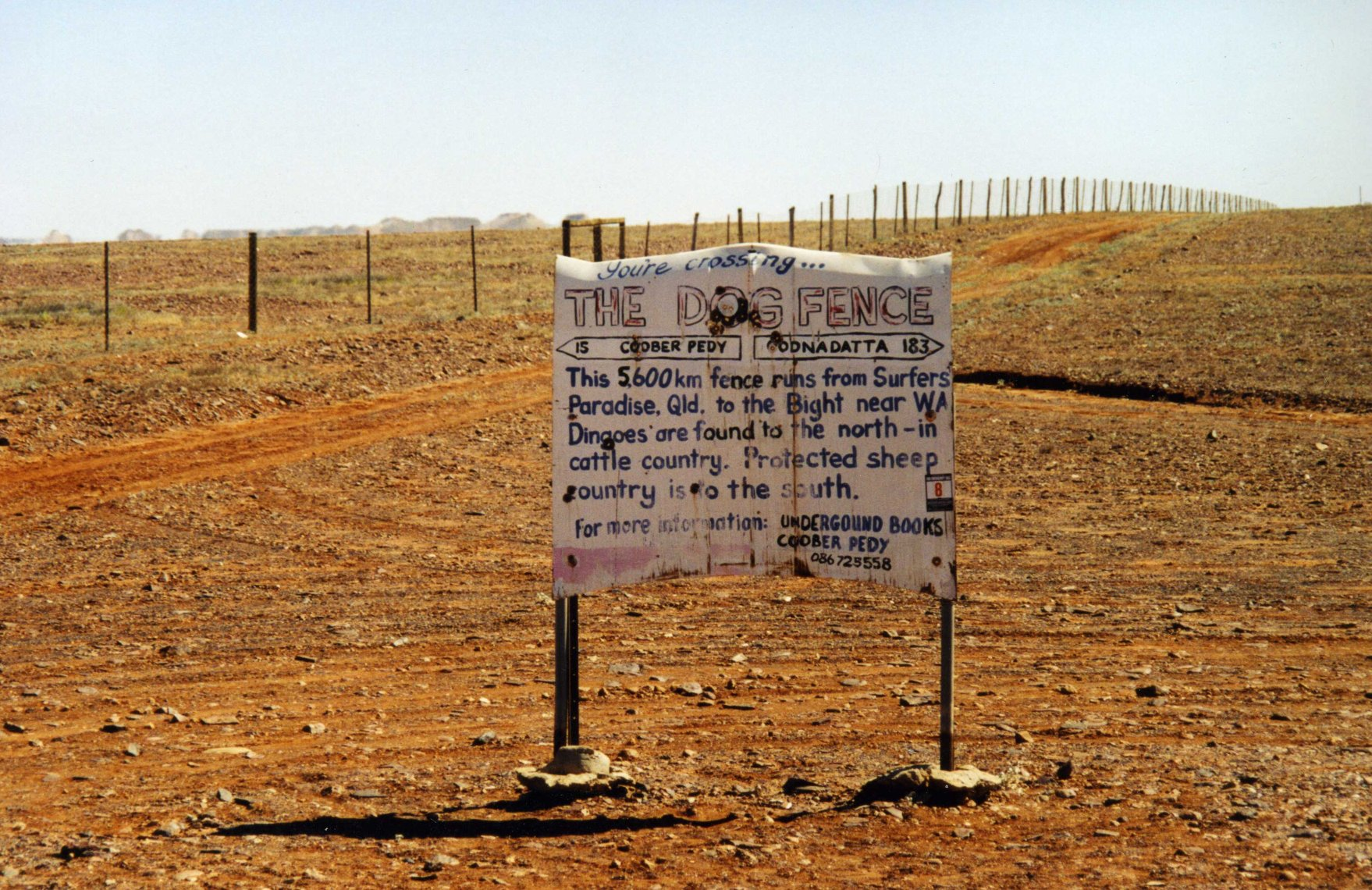
La tanca del dingo prop de Coober Pedy

En el període entre 1858 i 1861, John McDouall Stuart va encapçalar sis expedicions des d'Adelaide a l'outback, arribant a la costa nord australiana i tornant amb èxit en contrast amb el fracàs de l'expedició de Burke i Wills de 1860-61. La línia telegràfica va ser construïda a la dècada de 1870.

## Mineria
Per l'absència de glaciacions des del Permià o el Cambrià aquest territori és extremadament ric en dipòsits de ferro, plom i zinc. El petroli i el gas s'extreu prop de Moomba, Austràlia del Sud.
A Austràlia occidental hi ha la mina de diamants Argyle a Kimberley (Sud-àfrica) que és la principal productora de diamants naturals del món. A la regió de Pilbara l'economia està basada en el petroli. i també en l'explotació del ferro amb una de les mines més importants del món.